# Geezer teaser
是用來形容一部電影的貶義詞，通常指DVD首映或VOD發行的動作片，由被外界視為已過巔峰的年長知名男演員主演，並在宣傳中主打，但實際上該演員在正片的戲份並不多。這些演員有助於吸引人們關注此類預算低但透過租賃及銷售獲利的電影。
美國製片公司Emmett/Furla Oasis（EFO）被業界媒體認為是的先驅，尤其是公司的聯合創始人藍道爾·艾米特。布魯斯·威利從《迷局》（2011年）到2022年退休，為該公司主演了多部電影；他通常每部電影只拍攝一到兩天，有時在電影中只出場七分鐘，例如《綁票追殺令》（2020年）。雖然此類電影因B級製作水準而通常會受到影評人的批評，但被EFO的主要發行商獅門等公司稱為「始終都會獲利」。
時常參與的演員除了威利外還包括尼可拉斯·凱吉、梅爾·吉勃遜、史蒂芬·席格、席維斯·史特龍、約翰·屈伏塔等。至於連恩·尼遜主演的動作片被媒體描述為的「上等版」；尼遜2010年代每年都出演多部動作片，但他的電影製作水準較佳，且在正片中的戲份與宣傳所帶來的期望相符。該術語在2021年3月的Vulture網站文章中為公眾所知，其中電影發行主管亞當·錢普（Adam Champ）稱此名稱來自一位客戶。